# MinaCelentano - The Complete Recordings
MinaCelentano - The Complete Recordings  è una raccolta dei cantanti italiani Mina e Adriano Celentano, pubblicata il 26 novembre 2021 sulle etichette PDU, Clan Celentano e Sony Music. 
L'album contiene l'inedito Niente è andato perso, scritto da Fabio Ilacqua.

## Tracce
Disco 1
1. Niente è andato perso – 4:08 (Fabio Ilacqua)
2. Eva – 5:12 (Andrea Girolamo Gallo, Luigi De Rienzo)
3. A un passo da te – 4:31 (Fabio Ilacqua)
4. Brivido felino – 3:43 (Paolo Audino, Stefano Cenci)
5. Ma che ci faccio qui – 4:01 (Pietro Paletti)
6. Acqua e sale – 4:40 (Giovanni Donzelli, Vincenzo Leomporro)
7. Amami amami – 3:18 (Riccardo Sinigallia, Idan Raichel)
8. È l'amore – 3:39 (Andrea Mingardi, Maurizio Tirelli)
9. Io non volevo – 4:08 (Adriano Celentano)
10. Come un diamante nascosto nella neve – 3:46 (Marco Bruni)

Disco 2
1. Specchi riflessi – 4:57 (Giovanni Donzelli, Vincenzo Leomporro)
2. Che t'aggia di' – 5:08 (Adriano Celentano)
3. Non mi ami – 3:59 (Salvatore Marletta, Federico Spagnoli, Walter Dallari)
4. Messaggio d'amore – 2:36 (Massimiliano Pani)
5. Sempre sempre sempre – 4:46 (Luigi Albertelli, Enrico Riccardi)
6. Se mi ami davvero – 3:42 (Mondo Marcio)
7. Ti lascio amore – 5:13 (Toto Cutugno, Mario Culotta, Fabrizio Berlincioni)
8. Sono le tre – 3:47 (Luca Rustici, Philippe Leon)
9. Dolce fuoco dell'amore – 4:39 (Giulia Fasolino)

## Classifiche
| Classifica (2021) | Posizione massima |
| ----------------- | ----------------- |
| Italia            | 10                |